# John Curwen
John Curwen (født 14. november 1816 i Heckmondwike, Yorkshire, død 26. maj 1880 i Manchester) var en engelsk præst og sangpædagog.
Curven grundlagde tonic sol-fa-metoden. Han udgav blandt andet Grammar of Vocal Music (1843), grundlagde 1853 Tonic Sol-fa Association og 1879 Tonic Sol-fa College. Curwen udgav adskillige klassiske værker, blandt andet oratorier, i tonic sol-fa-notation. Sammen med sin søn John Spencer Curwen - som udgav Memorials of John Curwen (1882) - grundlagde Curwen 1863 musikforlaget J. Curwen & Sons, Ltd..

## Tonic sol-fa-metoden
Curwen introducerede en metode
til notering og indøvning af sangmusik under
elementære former; den går ud på at indøve
intervallerne gennem øret, og uden anvendelse
af den tempererede stemning (se
temperatur), og anvender de fra solmisationen kendte
tonebenævnelser do, re, mi, fa, sol, la, si (ti)
på skalatonerne i alle tonearter, således at
grundtonen altid kaldes do, det andet trin re
osv., hvorved ved overgangen fra en toneart
til en anden overgangstonen får dobbelt navn
(fx la’mi), efter sin stilling i både den gamle
og ny toneart. I England har metoden fundet
stor udbredelse gennem de af Curwen stiftede
institutioner Tonic Solfa Association og Tonic Solfa College;
andre steder har den ikke vundet
synderligt indpas, så lidt som den på lignende
principper hvilende Chevé-metode, der i sin tid spillede en vis rolle i Frankrig.